# Filip VI. Francouzský
Filip VI. Francouzský (francouzsky Philippe VI de France, řečený Philippe de Valois, 1293 – 22. srpen 1350 klášter Coulombs) byl hrabě z Valois, regent Francie a Navarry a francouzský král, první panovník z dynastie Valois.
Za své zvolení vděčil francouzské šlechtě, byl jedním z nich a tato skutečnost jej provázela po celou dobu jeho vlády. Držel skvělý dvůr a marně plánoval křížovou výpravu. Chronické neshody s Anglií vyústily během jeho panování v tzv. stoletou válku a pro anglického krále Eduarda III. byl Filipem z Valois, který se nazývá francouzským králem.

## Život

### Hrabě z Valois

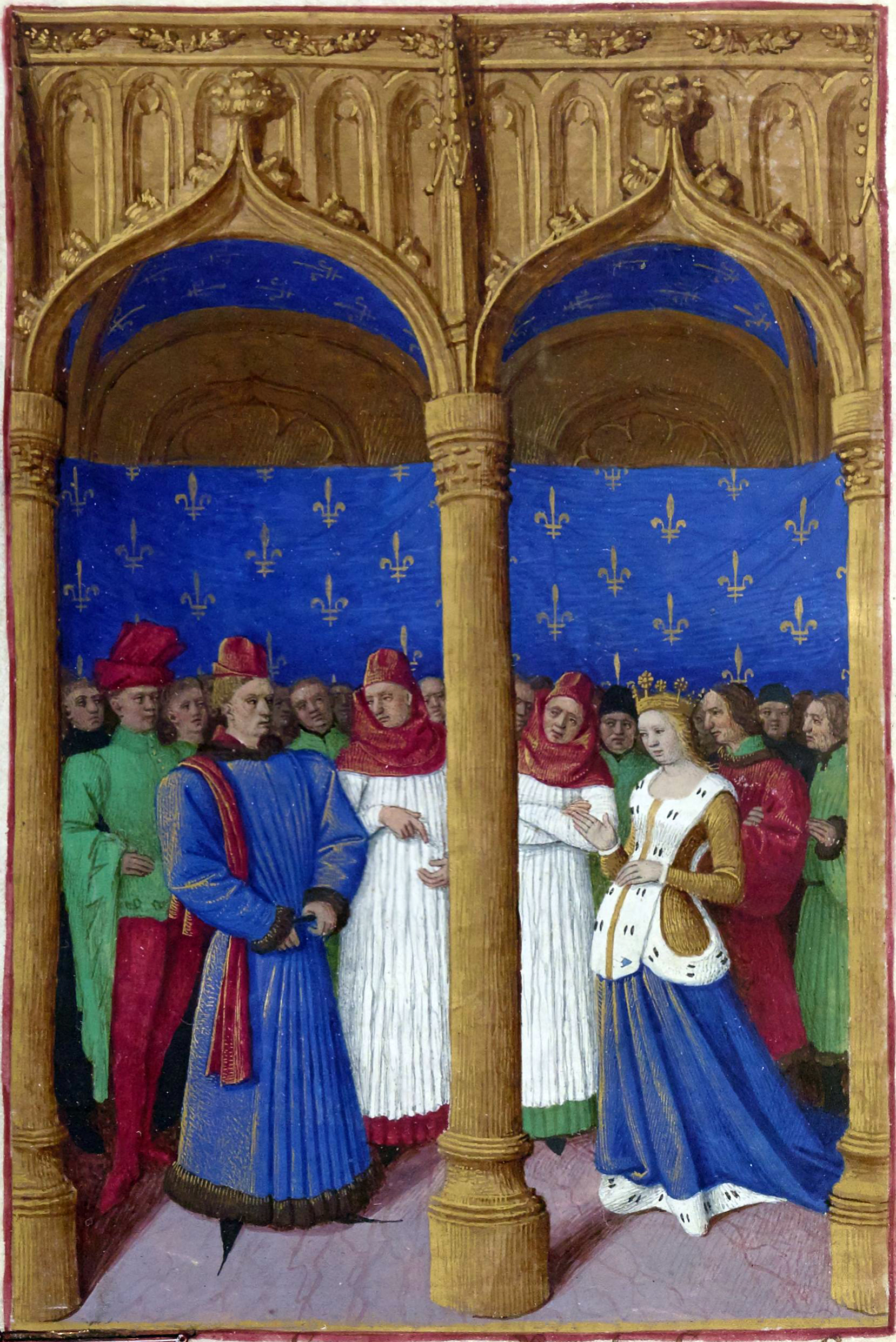
Regent Filip z Valois a královna vdova (středověká iluminace)

Filip se narodil jako nejstarší syn Karla z Valois, syna krále Filipa III. a Markéty, dcery neapolského krále Karla II. z Anjou. Roku 1314 dostal po matce zděděné hrabství Maine. Během vlády bratrance Karla IV. Sličného se společně s otcem stal členem králova poradního sboru a získal v něm významné místo. Po otcově smrti roku 1325 zdědil titul hraběte z Valois a Anjou.
1. února 1328 král Karel náhle zemřel a královna Jana z Évreux byla v době jeho skonu v jiném stavu. Bylo nutné vyčkat na porod a pohlaví očekávaného královského potomka a zvolit regenta, který by spravoval království v době do porodu. V případě narození následníka trůnu, by regent zůstal ve funkci až do jeho zletilosti a pokud by se narodilo děvče, stal by se francouzským králem.
Shromáždění právníků a šlechty svolané téhož měsíce v Paříži v reakci na poselství anglického krále Eduarda III., jenž připomínal svůj po matce zděděný nárok na francouzský trůn, rozhodlo s cílem předejít možnosti, že by království připadlo anglickému králi, že ženy nejenže nemohou uplatňovat nárok na francouzskou korunu, ale také tento nárok předávat. Dokonce vydalo prohlášení, že francouzské království nikdy nepřipadne anglickému králi.
| „                | ... knížata a baroni, zastávajíce názor, že v tak vznešeném království nemůže panovat žena, rozhodli pominout nárok královny Isabely a jejího syna na francouzský dvůr a přenést vládu na Filipa z rodu Valois, což se stalo příčinou nesmírné zhoubné války, jež se pak vedla ve Francii i jinde... | “ |
| — Jean Froissart | |   |

### Král Francie

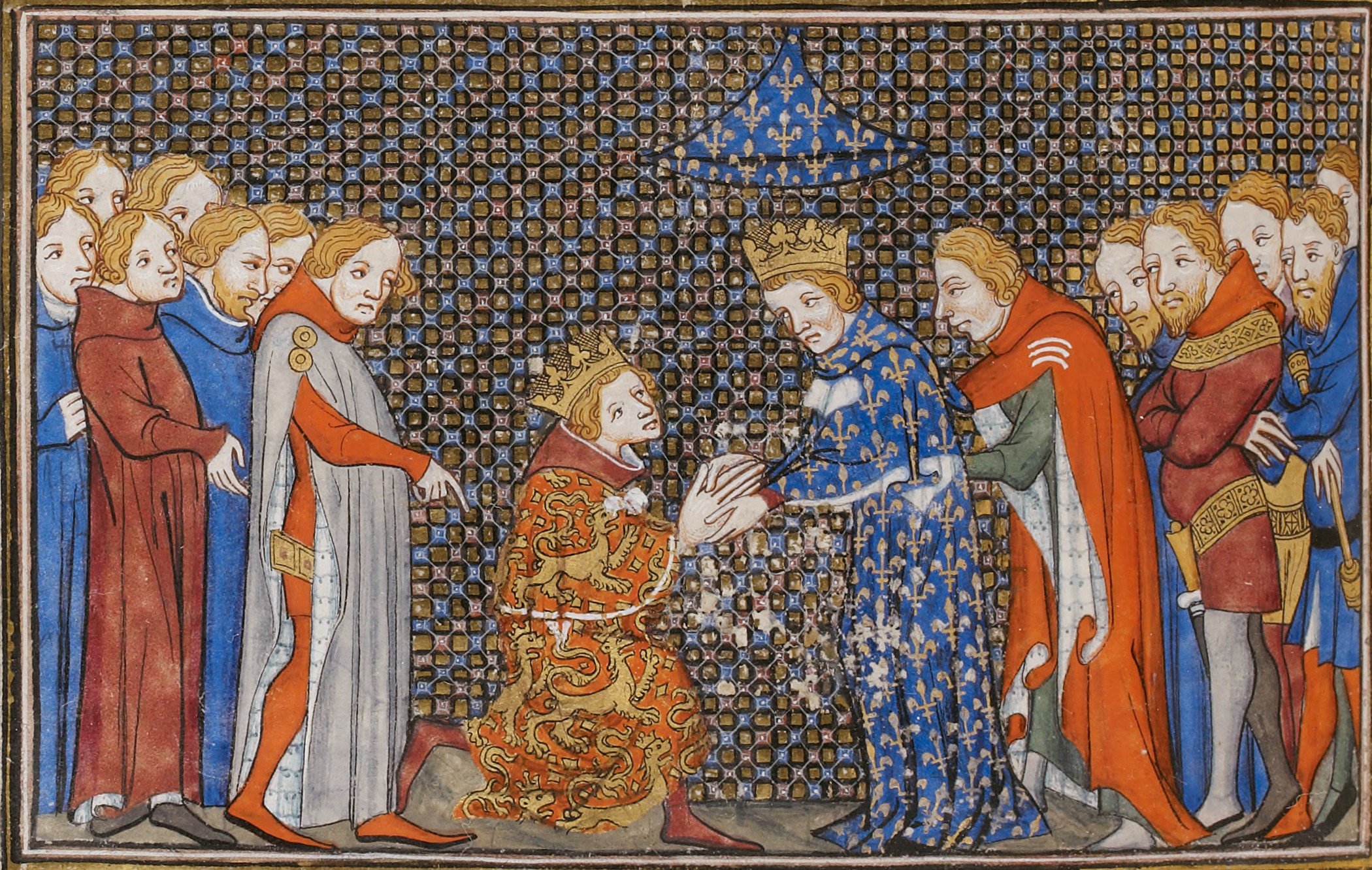
Lenní hold krále Eduarda v Amiensu (středověká iluminace)

1. dubna porodila královna děvče a Filip z Valois, do té doby radou ustanovený regent království, převzal královský titul. 29. května 1328 byl za bohaté účasti francouzských pánů a také českého krále Jana společně s manželkou v Remeši slavnostně korunován. Krátce po korunovaci vyhověl žádosti flanderského hraběte Ludvíka a pomohl mu proti revoltujícím poddaným v bitvě u Casselu. Vlámové utrpěli zdrcující porážku a Francouzi se po letech dočkali pomsty za prohranou bitvu u Courtrai, možnosti doprovodit své vítězství hrůzným masakrem a také konfiskacemi majetku vzbouřenců.
Vítězstvím zvýšené prestiže Filip využil, vyslal do Anglie poselstvo s předvoláním pro Eduarda III., ve kterém jej vyzýval k složení holdu za akvitánské vévodství. Na neochotného mladého anglického krále zabrala až výhrůžka konfiskace francouzského léna a v červnu 1329 hold Filipovi v Amiensu za doprovodu mnoha dvorských slavností složil. Následovalo období dvou let strávené dohady o povaze složeného holdu, zda jím byl skutečně uznán lenní vztah. Celý spor dočasně dopadl smírem, když Eduard roku 1331 potvrdil, že o lenní přísahu skutečně šlo.
Pozici rodu Filip začal upevňovat sňatky svých dětí s potomky vladařů sousedních zemí a plánováním křížové výpravy, ze které posléze pro vzrůstající napětí s Anglií sešlo. Francouzská koruna se dostala do finančních potíží, které způsobilo zastavení výběru křížového desátku a také smrt princezny Marie a následný konec výběru svatební daně. Daň z pasování prince Jana se vybírala těžce a když roku 1335 následník těžce ochořel, nechal král výběr daně zrušit a dokonce z vděčnosti za synovu úzdravu vrátil již vybrané peníze.

#### Stoletá válka
Vztahy s Anglií se postupně zhoršovaly, francouzská strana nesouhlasila s plány Eduarda III. na dobytí Skotska a byla ve styku se zástupci skotské opozice. Roku 1336 se francouzská flotila, původně určená ke křížové výpravě, přepravila do severofrancouzských přístavů. Roku 1337 Filip nechal pro neplnění lenních povinností zkonfiskovat Eduardovo akvitánské vévodství a Eduard v říjnu v dopise vypověděl své závazky vůči Filipovi z Valois, který se nazývá francouzským králem.
Oba panovníci začali shánět spojence. Eduardovi se podařilo navázat styky s říšskými knížaty a císařem Ludvíkem Bavorem. Jeho nejaktivnějšími spojenci byli vlámští vzbouřenci v čele s Jacobem van Artevelde.
Roku 1341 se otevřela druhá fronta v Bretani, kde se spolu utkávali dva uchazeči o úmrtím posledního vévody osiřelou zemi.

## Hodnocení vlády

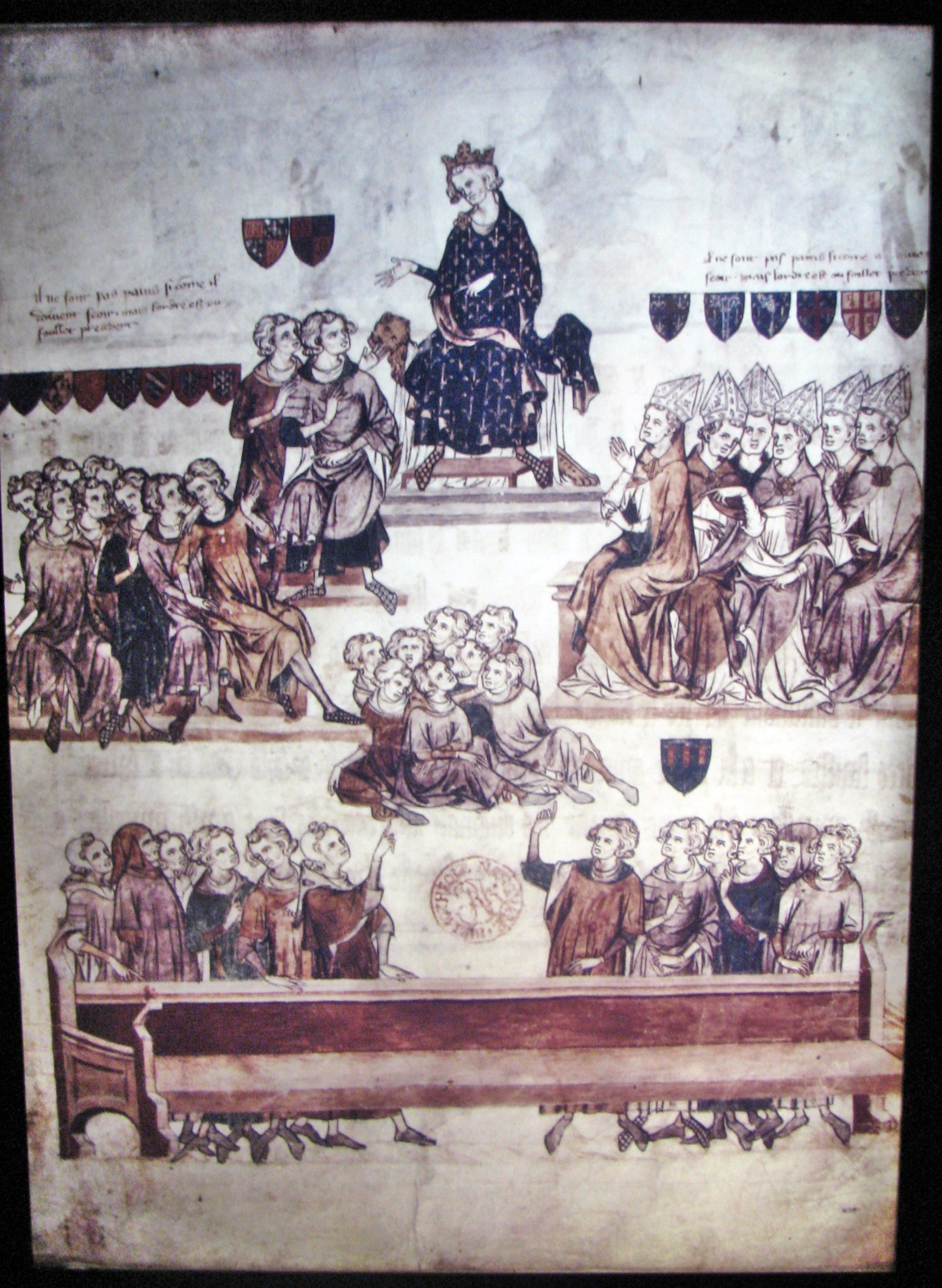
Filip předsedá soudu s Robertem z Artois

Filipa po celou dobu vlády stigmatizovaly okolnosti nástupu na trůn. Byl zvoleným králem, nenavazoval na tradici svých předchůdců a byl zavázán svým volitelům. Některé z nich odměnil a některé, příliš nárokující, ode dvora postupně vzdálil. Do druhé kategorie patřil Robert z Artois, který byl roku 1330 pařížským soudem odsouzen za padělání listin vztahujících se k následnictví v hrabství Artois k vyhnanství. Provinilec se uchýlil na anglický dvůr, kde začal ihned intrikovat proti svému bývalému vládci.
Královský dvůr postupně početně narůstal, podstatné místo zaujímaly klany různých cílů a významů.Filip byl ctižádostivý milovník nádhery, i když nerad rozhazoval. Jeho dvůr se stal středobodem tehdejšího rytířstva celé Evropy, častým hostem býval i Jan Lucemburský, se kterým měl Filip stejné politické cíle.
| „                | V paláci přebývali tři králové a bezpočet vévodů a hrabat a baronů, nikdy nebylo krále ve Francii, o němž by se zachovala vzpomínka, že by měl tak skvělý dvůr jako řečený král Filip. Dával pořádat slavnosti, klání, turnaje a bujné zábavy a sám je rozvrhoval a pořádal. A byl to král plný cti, který měl velké znalosti slušící rytířům... | “ |
| — Jean Froissart | |   |

Roku 1349 se králi podařilo po předchozím jednání odkoupit od bezdětného hraběte Humberta z Viennois tzv. delfinát, jehož majitelem se do budoucna stal vždy následník trůnu a z držení země vyplýval jeho titul dauphina.

## Rodina
Roku 1313 se ve Fontainebleau oženil s Janou, dcerou burgundského vévody Roberta II., svou vrstevnicí.
Po jejím skonu se oženil s mladičkou Blankou, dcerou navarrského krále Filipa III.
Pozici rodu Filip začal upevňovat sňatky svých dětí s potomky vladařů sousedních zemí, dceru Marii provdal za syna brabantského vévody a svého staršího syna Jana oženil s dcerou českého krále Jana.

## Vývod z předků
|           |                        |  |                          |                                  |  |  |  |  |  |  |  | Ludvík VIII. Francouzský |
|           |                        |  |                          |                                  |  |  |  |  |  |  |  |                          |
|           | Ludvík IX. Francouzský |  |                          |                                  |  |  |  |  |  |  |  |                          |
|           |                        |  |                          |                                  |  |  |  |  |  |  |  |                          |
|           |                        |  |                          | Blanka Kastilská                 |  |  |  |  |  |  |  |                          |
|           |                        |  |                          |                                  |  |  |  |  |  |  |  |                          |
|           | Filip III. Francouzský |  |                          |                                  |  |  |  |  |  |  |  |                          |
|           |                        |  |                          |                                  |  |  |  |  |  |  |  |                          |
|           |                        |  |                          | Ramon Berenguer IV. Provensálský |  |  |  |  |  |  |  |                          |
|           |                        |  |                          |                                  |  |  |  |  |  |  |  |                          |
|           | Markéta Provensálská   |  |                          |                                  |  |  |  |  |  |  |  |                          |
|           |                        |  |                          |                                  |  |  |  |  |  |  |  |                          |
|           |                        |  |                          | Beatrix Savojská                 |  |  |  |  |  |  |  |                          |
|           |                        |  |                          |                                  |  |  |  |  |  |  |  |                          |
|           | Karel I. z Valois      |  |                          |                                  |  |  |  |  |  |  |  |                          |
|           |                        |  |                          |                                  |  |  |  |  |  |  |  |                          |
|           |                        |  |                          | Petr II. Aragonský               |  |  |  |  |  |  |  |                          |
|           |                        |  |                          |                                  |  |  |  |  |  |  |  |                          |
|           | Jakub I. Aragonský     |  |                          |                                  |  |  |  |  |  |  |  |                          |
|           |                        |  |                          |                                  |  |  |  |  |  |  |  |                          |
|           |                        |  |                          | Marie z Montpellieru             |  |  |  |  |  |  |  |                          |
|           |                        |  |                          |                                  |  |  |  |  |  |  |  |                          |
|           | Isabela Aragonská      |  |                          |                                  |  |  |  |  |  |  |  |                          |
|           |                        |  |                          |                                  |  |  |  |  |  |  |  |                          |
|           |                        |  |                          | Ondřej II. Uherský               |  |  |  |  |  |  |  |                          |
|           |                        |  |                          |                                  |  |  |  |  |  |  |  |                          |
|           | Jolanda Uherská        |  |                          |                                  |  |  |  |  |  |  |  |                          |
|           |                        |  |                          |                                  |  |  |  |  |  |  |  |                          |
|           |                        |  |                          | Jolanda z Courtenay              |  |  |  |  |  |  |  |                          |
|           |                        |  |                          |                                  |  |  |  |  |  |  |  |                          |
| Filip VI. |                        |  |                          |                                  |  |  |  |  |  |  |  |                          |
|           |                        |  |                          |                                  |  |  |  |  |  |  |  |                          |
|           |                        |  | Ludvík VIII. Francouzský |                                  |  |  |  |  |  |  |  |                          |
|           |                        |  |                          |                                  |  |  |  |  |  |  |  |                          |
|           | Karel I. z Anjou       |  |                          |                                  |  |  |  |  |  |  |  |                          |
|           |                        |  |                          |                                  |  |  |  |  |  |  |  |                          |
|           |                        |  |                          | Blanka Kastilská                 |  |  |  |  |  |  |  |                          |
|           |                        |  |                          |                                  |  |  |  |  |  |  |  |                          |
|           | Karel II. Neapolský    |  |                          |                                  |  |  |  |  |  |  |  |                          |
|           |                        |  |                          |                                  |  |  |  |  |  |  |  |                          |
|           |                        |  |                          | Ramon Berenguer V. Provensálský  |  |  |  |  |  |  |  |                          |
|           |                        |  |                          |                                  |  |  |  |  |  |  |  |                          |
|           | Beatrix Provensálská   |  |                          |                                  |  |  |  |  |  |  |  |                          |
|           |                        |  |                          |                                  |  |  |  |  |  |  |  |                          |
|           |                        |  |                          | Beatrix Savojská                 |  |  |  |  |  |  |  |                          |
|           |                        |  |                          |                                  |  |  |  |  |  |  |  |                          |
|           | Markéta z Anjou        |  |                          |                                  |  |  |  |  |  |  |  |                          |
|           |                        |  |                          |                                  |  |  |  |  |  |  |  |                          |
|           |                        |  |                          | Béla IV. Uherský                 |  |  |  |  |  |  |  |                          |
|           |                        |  |                          |                                  |  |  |  |  |  |  |  |                          |
|           | Štěpán V. Uherský      |  |                          |                                  |  |  |  |  |  |  |  |                          |
|           |                        |  |                          |                                  |  |  |  |  |  |  |  |                          |
|           |                        |  |                          | Marie Laskaris                   |  |  |  |  |  |  |  |                          |
|           |                        |  |                          |                                  |  |  |  |  |  |  |  |                          |
|           | Marie Uherská          |  |                          |                                  |  |  |  |  |  |  |  |                          |
|           |                        |  |                          |                                  |  |  |  |  |  |  |  |                          |
|           |                        |  |                          | Köten                            |  |  |  |  |  |  |  |                          |
|           |                        |  |                          |                                  |  |  |  |  |  |  |  |                          |
|           | Alžběta Kumánská       |  |                          |                                  |  |  |  |  |  |  |  |                          |
|           |                        |  |                          |                                  |  |  |  |  |  |  |  |                          |
|           |                        |  |                          | ?                                |  |  |  |  |  |  |  |                          |
|           |                        |  |                          |                                  |  |  |  |  |  |  |  |                          |